# Onkisalo
Onkisalo  est une île du lac Päijänne à Luhanka en Finlande,,.

## Présentation
L'ile fait 6,6 kilomètres de long, 2,8 kilomètres de large et sa superficie est de 10,3 km2.
L'île est constituée de deux parties reliées par un bras central de moins de 400 mètres de large. 
Dans la partie sud de l'île se trouve le mont Onkikorkein et dans la partie nord le plateau formé par Utaro, Költeri, Hettulanvuori et Vankovuori.
Le plus haut sommet de l'île se trouve Hettulanvuori. 
Il atteint environ 180 mètres d'altitude, soit 102 mètres au-dessus du niveau du lac Päijänne
Dans la partie nord d'Onkisalo, plusieurs monts comme Onkikorkein culminent à plus de 90 mètres. 
Onkisalo abrite l'étang Molikonlammi.

## Accès
Une route va de Judinsalo à Onkisalo en traversant Vihtasalmet via Vihtanen et un petit pont. 
La route part de la route régionale 612, qui est la route de l'archipel entre les centre de Luhanka et de Sysmä.
Onkisalo est proche des îles Vuorisalo (5.6 km), Judinsalo (7.1 km), Taivassalo (9 km), Mustassalo (11.4 km), Vehkasalo (11.4 km), Haukkasalo (12.9 km), Paattisalo (13.6 km), Edessalo (15.9 km), Iso Kumina (20.7 km) et Juuressaari (23.1 km).

## Zone protégée
L'île abrite plusieurs réserves naturelles et la partie orientale de l'île fait partie de la partie Onkisalo - Herjanselä (FI0900077, 2 063 hectares) du réseau Natura 2000. 
La zone Natura 2000 et les zones protégées qui en font partie forment un ensemble diversifié, qui est lié aux conditions particulières de l'archipel du lac Päijänne. 
Les critères de protection sont la protection des plages, des zones de bosquets, de certaines espèces animales menacées et des zones rocheuses précieuses.
En 2018, un dénombrement des oiseaux a été effectué sur la côte orienrale de l'île à proximité de Molikonlampi et d'Utaro. 
Le décompte a identifié 36 espèces d'oiseaux, dont les plus menacées étaient le gobemouche nain, la mésange boréale, la mésange huppée et le bouvreuil pivoine.